# 조지프 뱅크스 라인

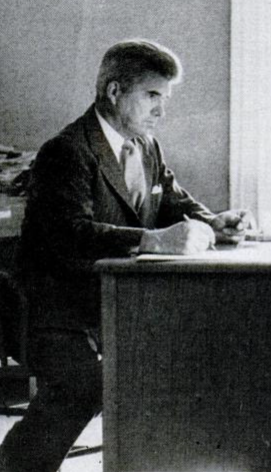

조지프 뱅크스 라인(Joseph Banks Rhine, 1895년 9월 29일 ~ 1980년 2월 20일)은 심리학의 한 분과인 초심리학을 확립한 미국의 식물학자이다. 듀크 대학교에서 초심리학 연구실을 세웠다.

## 생애
사무실 엘리스 라인과 엘리자베스 라인 사이에서 미국 펜실베이니아주 주니아타군의 가정의 다섯 아이 중 둘째 아이로 태어났다. 해리스버그 비즈니스 칼리지에서 교육을 받았다. 가족은 오하이오주로 이사하였고 당시 조지프는 10대 초반이었다.
오하히오 노던 대학교에서 교육을 받았다.

## 실험
라인은 자발적인 봉사자인 수많은 학생들을 실험 대상으로 삼았다. 초감각적 지각 연구의 첫 실험은 듀크대학교의 경제학과 학사 학생이었던 애덤 린즈메이어(Adam Linzmayer)였다.

## 같이 보기
- 초감각적 지각
- 염력